# Chuanqiao Shuiku
Chuanqiao Shuiku (kinesiska: 川桥水库) är en reservoar i Kina. Den ligger i provinsen Anhui, i den östra delen av landet, omkring 170 kilometer nordost om provinshuvudstaden Hefei. Chuanqiao Shuiku ligger 16 meter över havet. Arean är 5,9 kvadratkilometer. Trakten runt Chuanqiao Shuiku består till största delen av jordbruksmark. Den sträcker sig 4,4 kilometer i nord-sydlig riktning, och 4,4 kilometer i öst-västlig riktning.
Genomsnittlig årsnederbörd är 1 199 millimeter. Den regnigaste månaden är juli, med i genomsnitt 271 mm nederbörd, och den torraste är december, med 26 mm nederbörd.